# Mihoko Iwaya
Mihoko Iwaya (jap. 岩屋 美保子, Iwaya Mihoko) ist eine ehemalige japanische Fußballspielerin.

## Karriere
Iwaya wurde 1981 in den Kader der japanischen Nationalmannschaft berufen und kam bei der Fußball-Asienmeisterschaft der Frauen 1981 zum Einsatz. Insgesamt hat sie zwei Länderspiele für Japan bestritten.